# Uncsukfalva
Uncsukfalva (románul: Unciuc) falu Romániában, Erdélyben, Hunyad megyében.

## Fekvése
A Hátszegi-medencében, Hátszegtől 14 kilométerre délnyugatra, a felduzzasztott Nagyvíz jobb partján fekszik.

## Története
Először 1439-ben Onczokfalwa és Onchokfalwa, majd 1520-ban Onchok néven említették. Az újkor elején a Kendefi család birtoka volt. 1766-ban református leányegyháza, a Mara családnak kúriája állt itt. Négyzetes szentélyű ortodox templomának hajója eredetileg 520 cm hosszú lehetett. Mai méreteit valószínűleg 1712-ben kapta, amit egy magyar nyelvű alapító felirat valószínűsít.
1850-ben 235 lakosából 217 volt román, 14 magyar és 4 cigány nemzetiségű; 225 ortodox, 6 görögkatolikus és 4 református vallású.
2002-ben 218 lakosából 214 volt román és 4 cigány nemzetiségű; 125 ortodox, 60 pünkösdi és 33 baptista vallású.

## Híres emberek
- Egyes források szerint itt született Csáky István magyar külügyminiszter 1894-ben.